# Segells i història postal de La Agüera

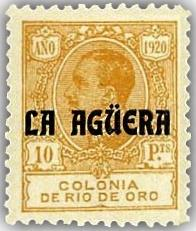
Segell de 1920 de La Aguera.

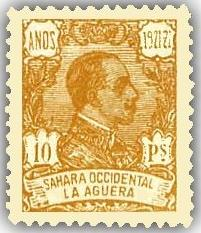
Segell de 1922 de La Aguera.

Aquest articles va sobre els Segells i història postal de La Agüera. En juny de 1920 Espanya va emetre segells de la seva colònia existent Río de Oro sobreimpresa "LA AGÜERA", i en va seguir fent el 1922 amb una sèrie de retrats del rei Alfons XIII i la inscripció "SAHARA OCCIDENTAL / LA AGÜERA". Aquests van ser reemplaçats en 1924 per segells de Sahara Espanyol, quan la Güera, va ser incorporada a la colònia espanyola de Río de Oro. Els segells de La Agüera no són rars, generalment costen al voltant d'1 US $ tant usat com sense usar, però a causa de la poca població (probablement menys de 1.000 persones) i el curt període de validesa, és probable que siguin difícils de trobar els usats per finalitat no filatèlica.